# Arboretum Gaston-Allard
L'arboretum Gaston Allard, appelé également l'arboretum d'Angers, est un jardin botanique situé au sud de la ville d'Angers dans le quartier de la Roseraie. L'arboretum valorise le patrimoine horticole de la région. Sont mis en valeur la botanique, l'horticulture, l'écologie et l'art des jardins. 

## Histoire
Il a été créé par le botaniste angevin Gaston Allard, qui démarra les plantations, en 1863, dans la vaste propriété familiale de la closerie de la Maulévrie. Il élabora ce jardin autour de sa demeure, dans laquelle est logé. La maison de Gaston Allard abrite actuellement le siège du département botanique du muséum des Sciences Naturelles d'Angers.
En 1980, fut aménagé un espace particulier pour héberger la collection nationale d'hortensias riche de 750 plants ou taxons.
Depuis 2001, l'arboretum accueille des œuvres artistiques du sculpteur angevin François Cacheux.
Entre 1999 et 2004, la ville d'Angers a créé trois jardins, le jardin des Ombrages, le jardin des Essais et le jardin des cinq sens. Puis, en 2008, un quatrième jardin nommé Le jardin des biotopes, qui sur 1 250 m2, présente différents milieux et biotopes de la région.

## Présentation

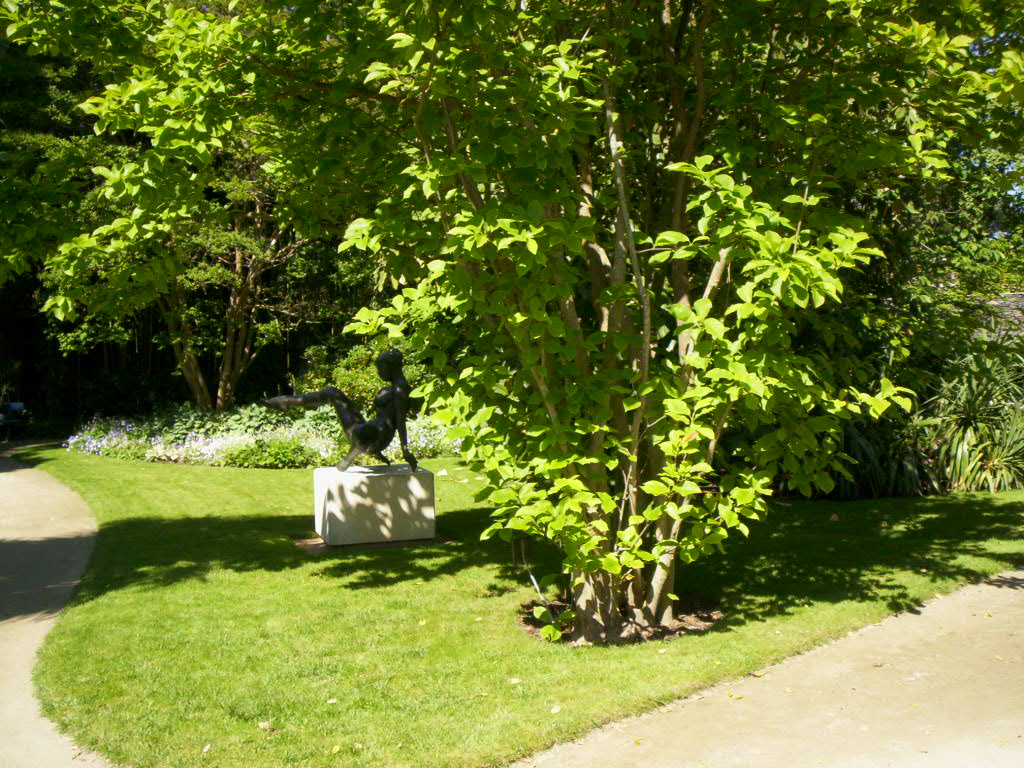
Œuvre de Gaston Allard dans le jardin des Ombrages

Il présente de nombreuses espèces d'arbres ou d'essences sur un espace de sept hectares. Parmi les 20 000 plantes présentées, le public accède à l'arboretum par une allée bordée de chênes. Plus loin sont présentés des conifères. Un fruticetum comprenant des arbustes, des plantes grimpantes, des plantes vivaces, des plantes annuelles et d'autres bulbeuses. 
Le public parcourt l'arboretum à travers trois thèmes : le jardin des Ombrages (2 000 m2), le jardin des Essais (4 000 m2) le jardin des cinq Sens (1 200 m2) et le jardin des Biotopes (1 200 m2).

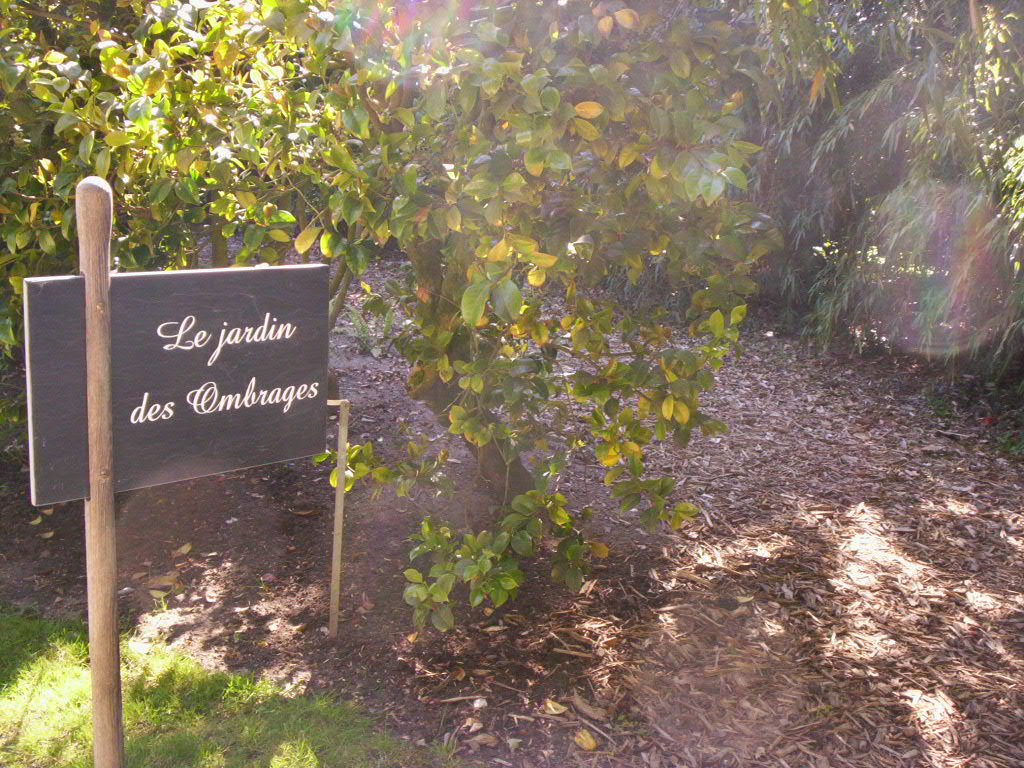
Jardin des ombrages

Dans la demeure de Gaston Allard, sont conservés d'importants herbiers. Plus de 350 000 échantillons de flore, datant du XIXe siècle et du XXe siècle, sont catalogués et archivés. 

## Galerie

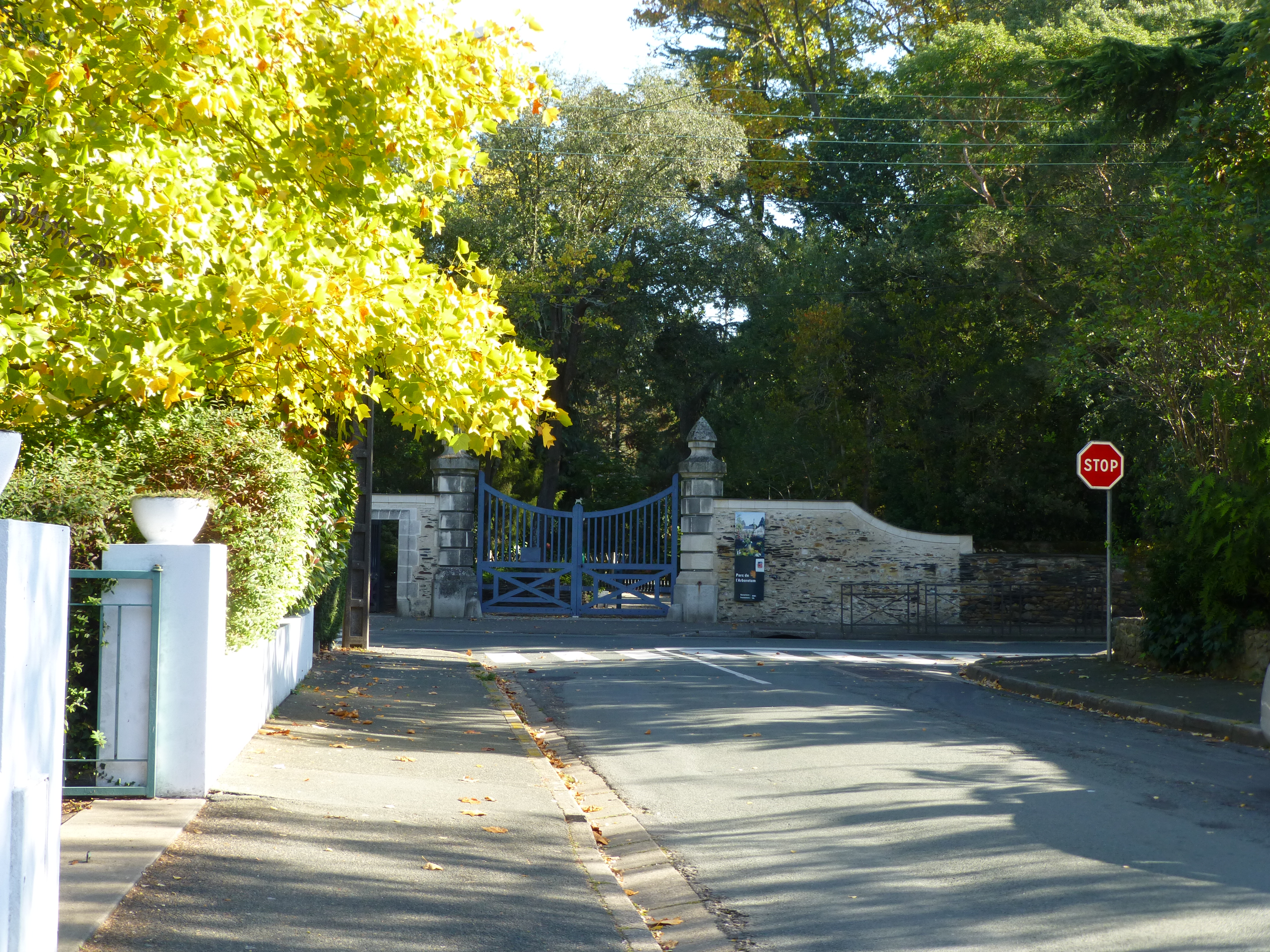
Angers, Entrée de l'Arboretum
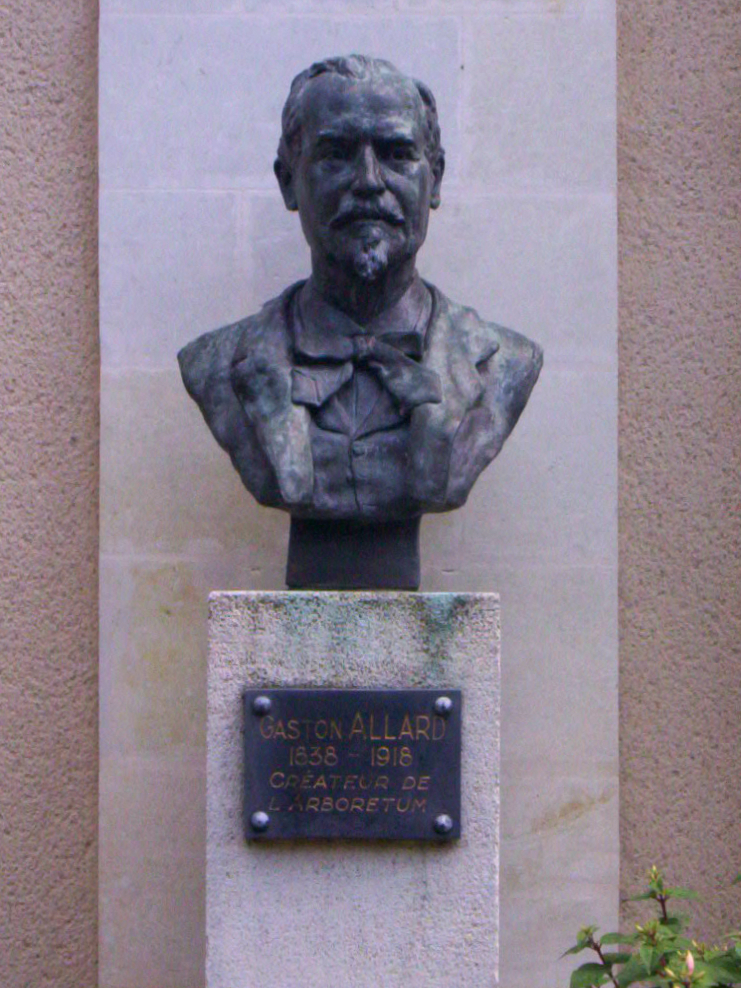
Gaston Allard
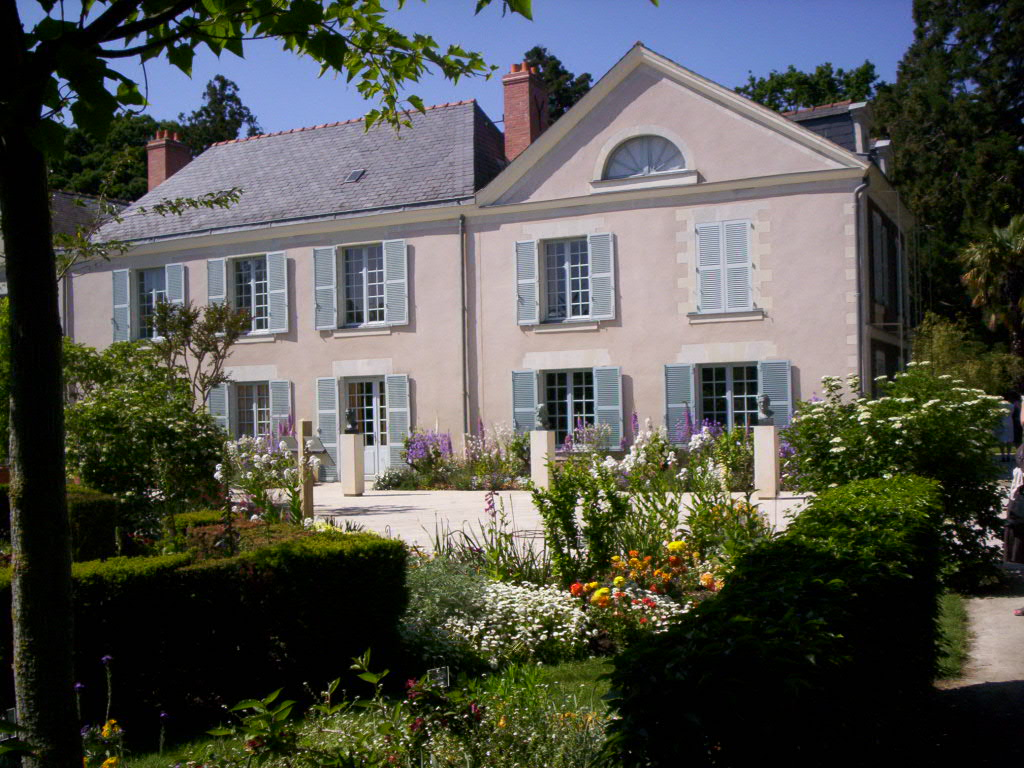
Maison familiale Les Maulevries
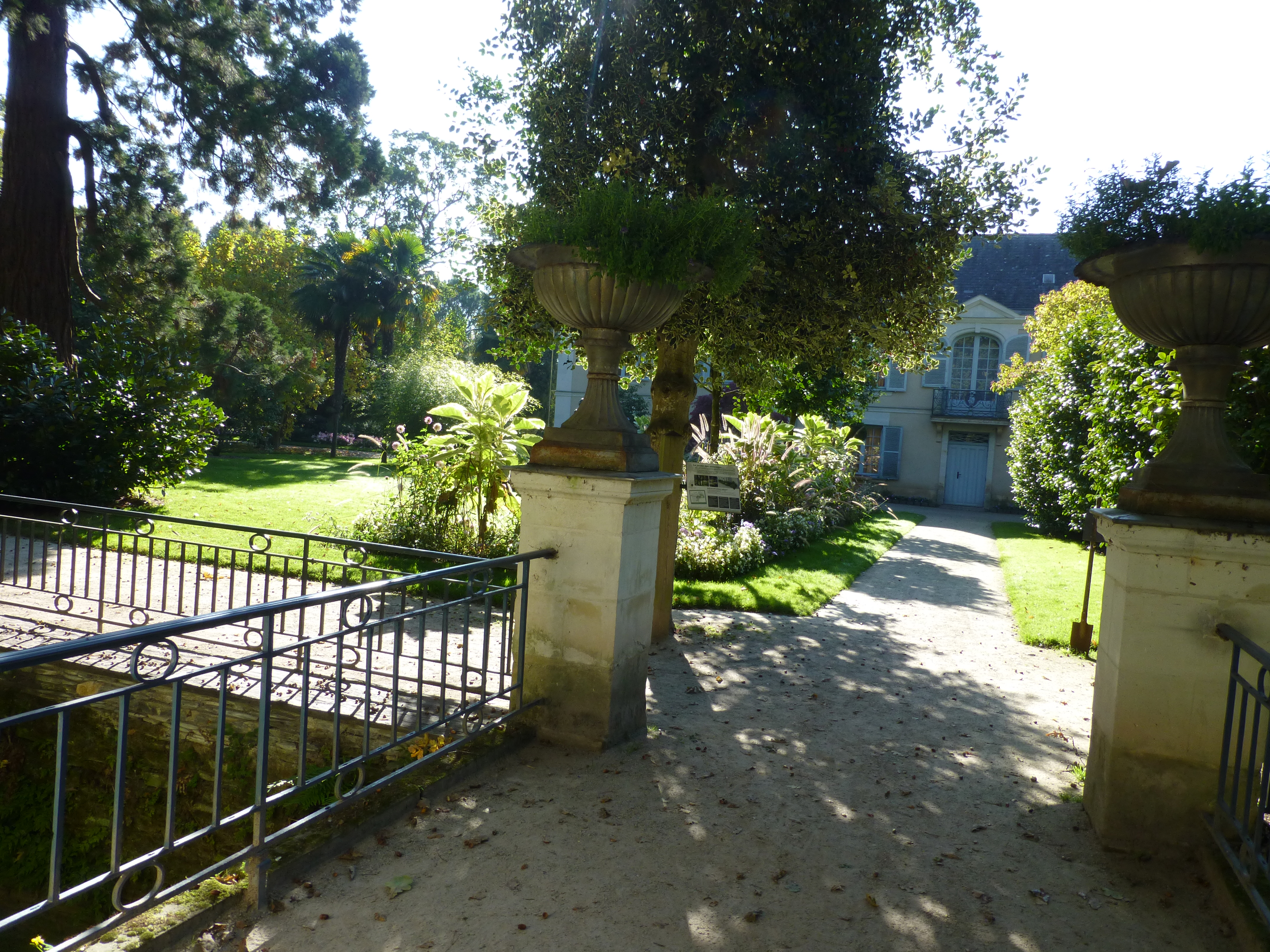
Angers, Entrée du jardin des ombrages
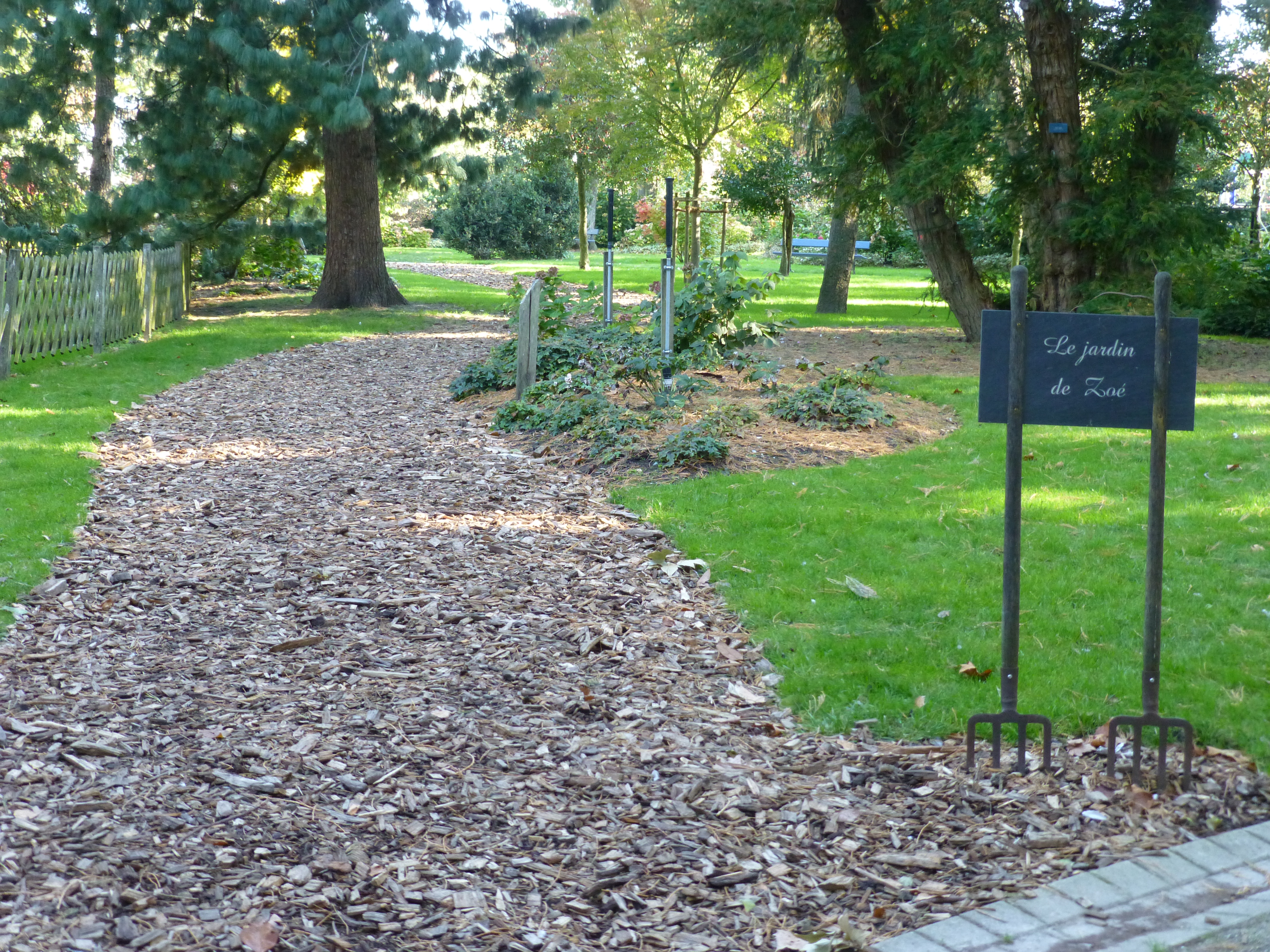
Le jardin de Zoé
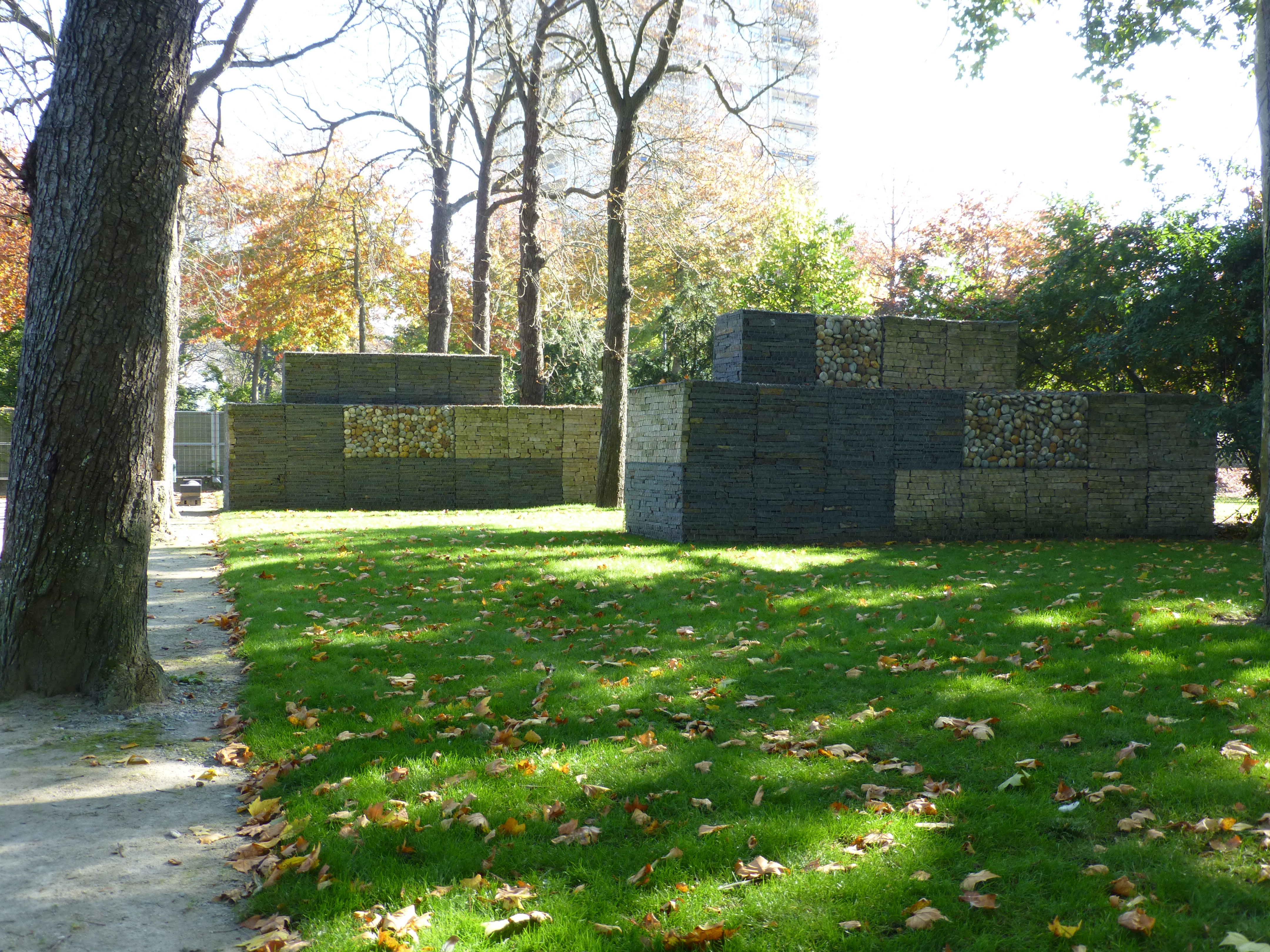
Murs anti-bruit

## Collections

Quelques arbres
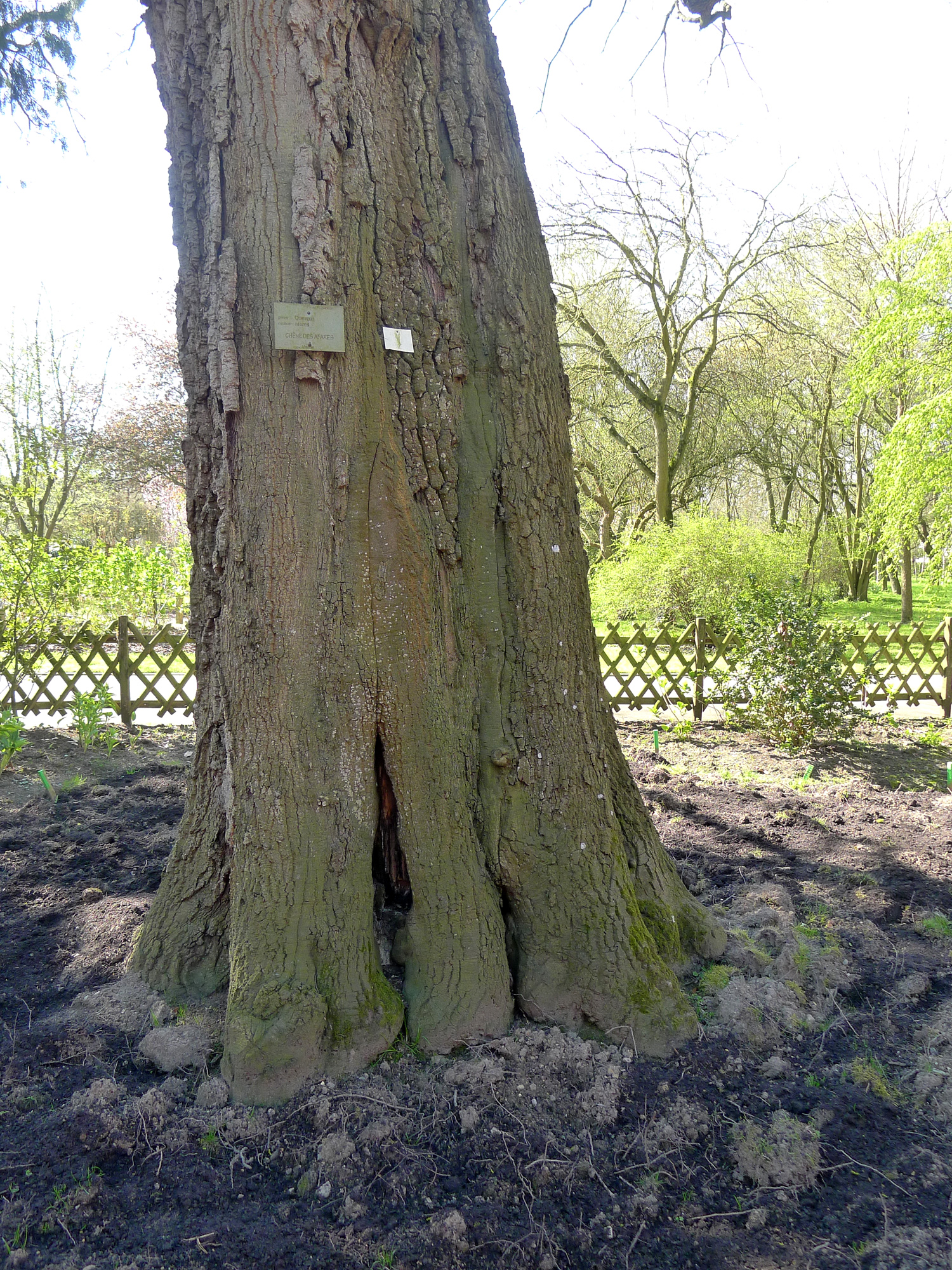
Chêne des Afares
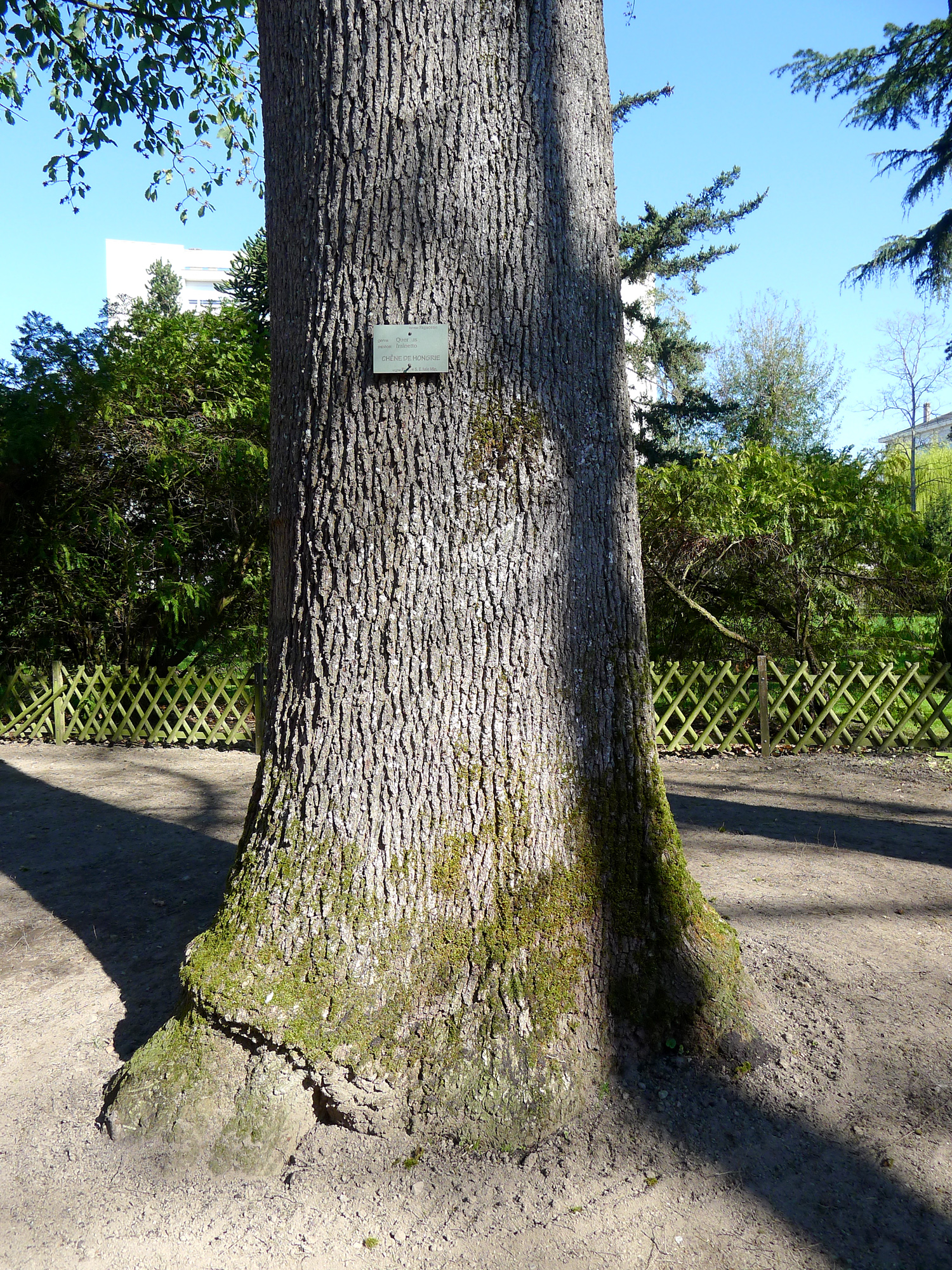
Chêne de Hongrie
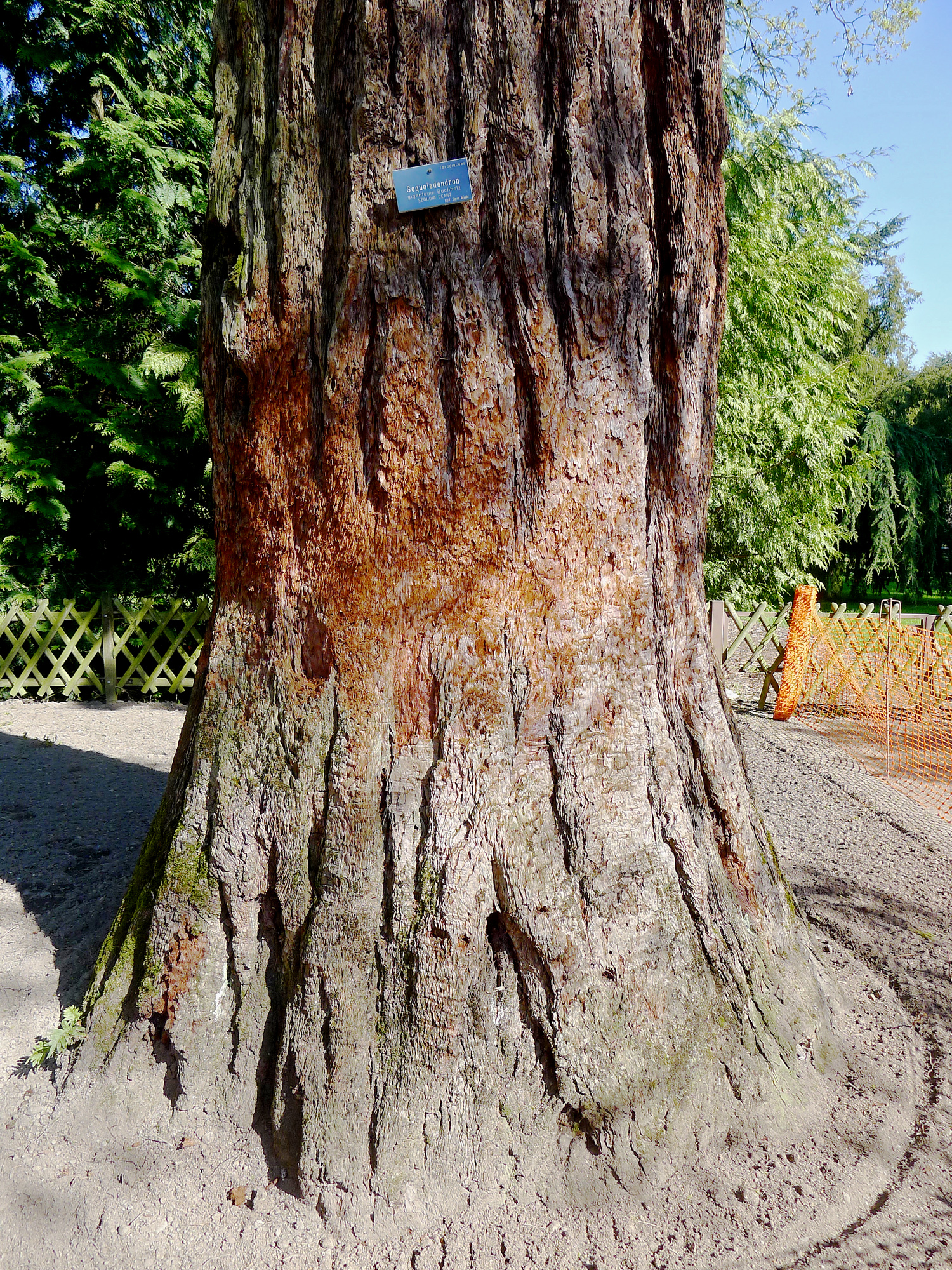
Séquoia géant
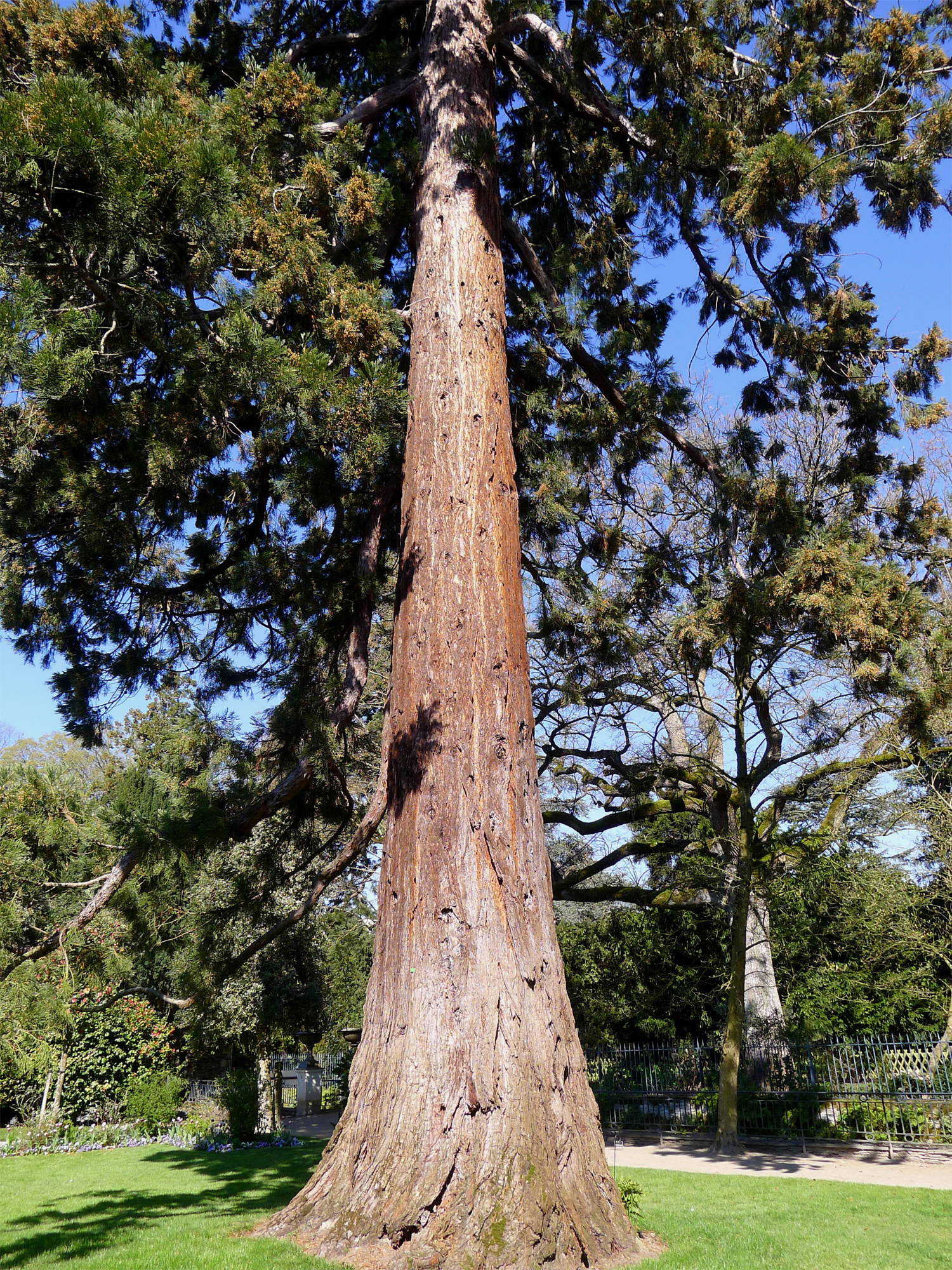
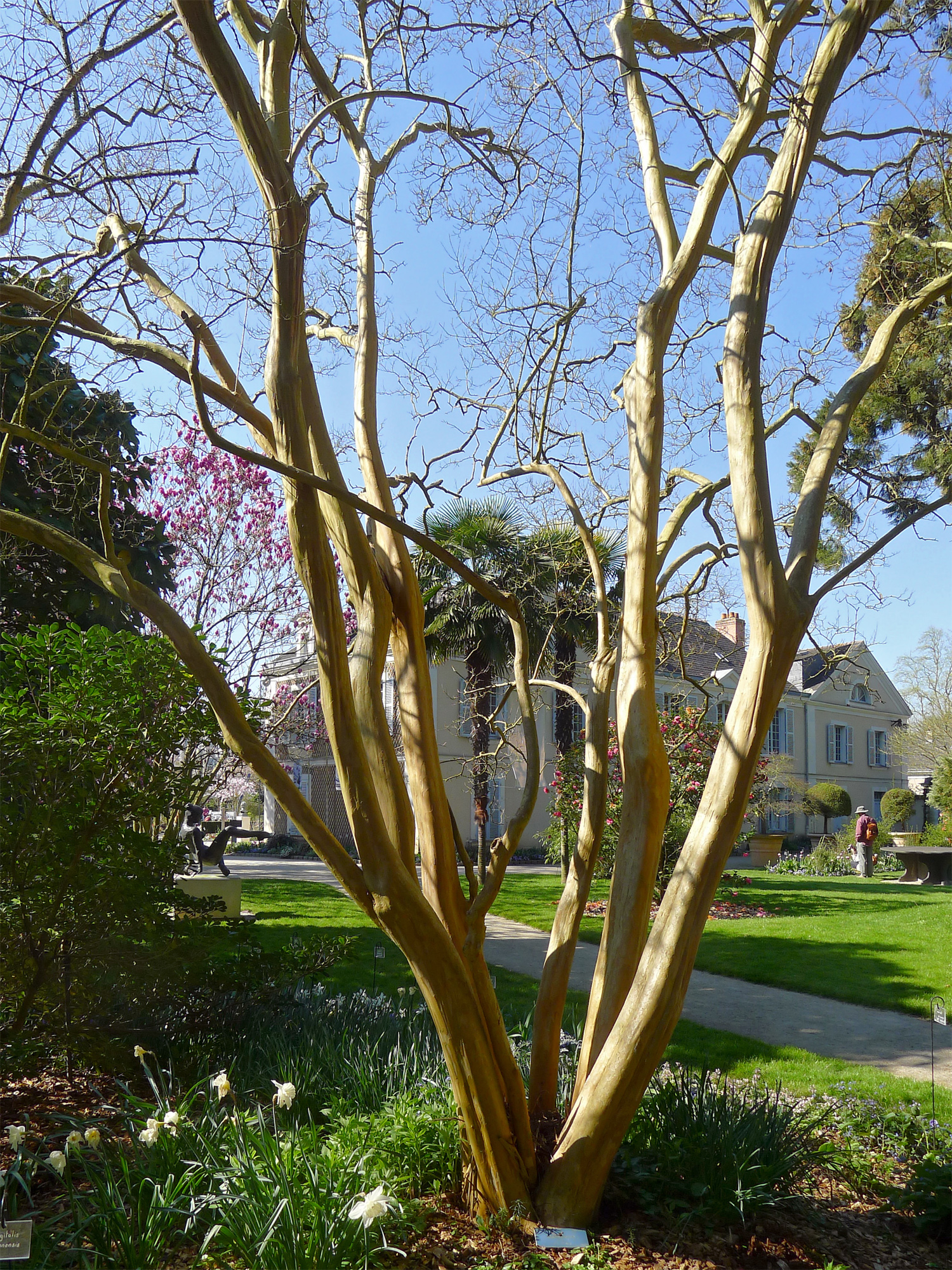
Lilas des Indes
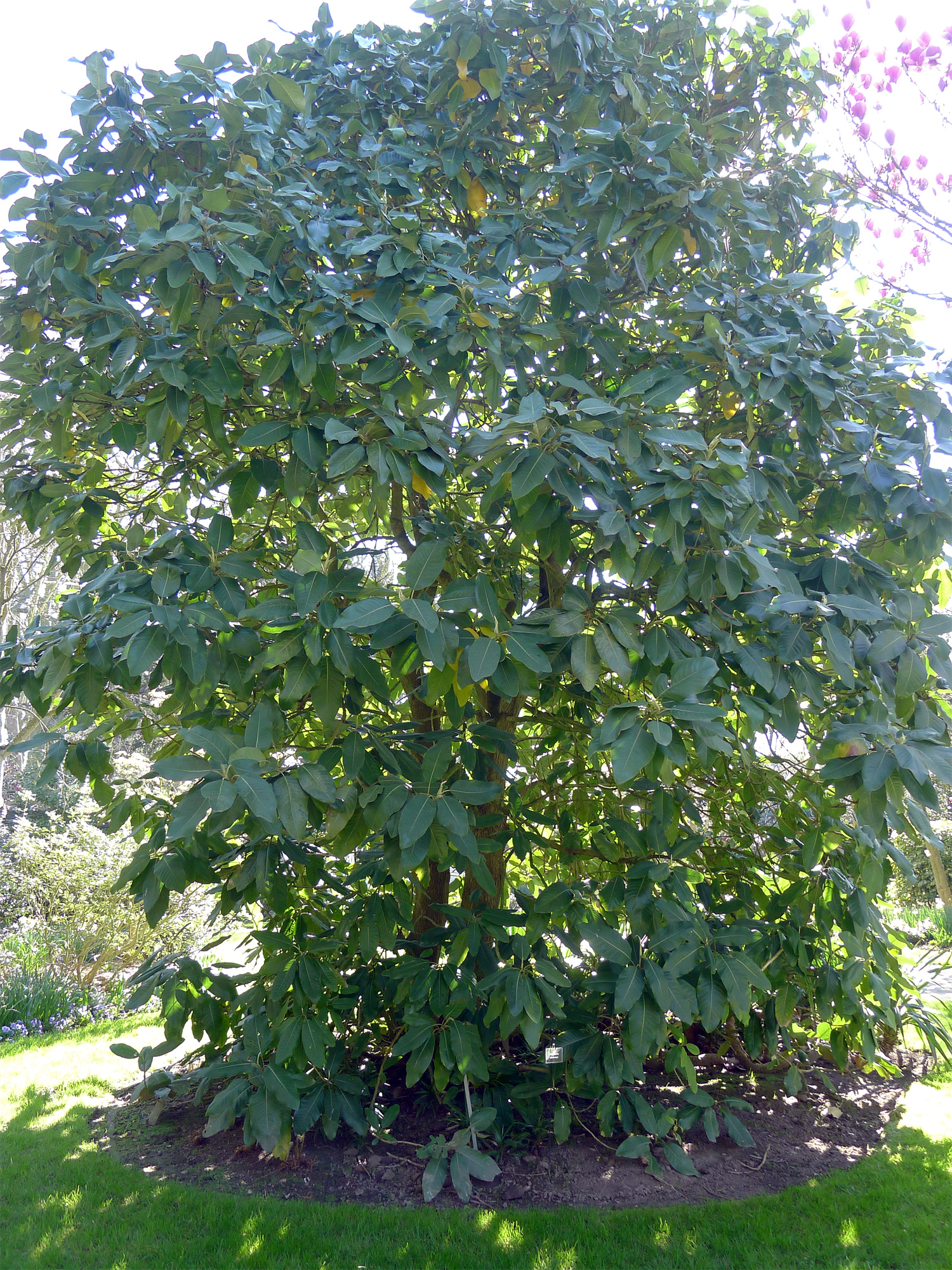
Magnolia
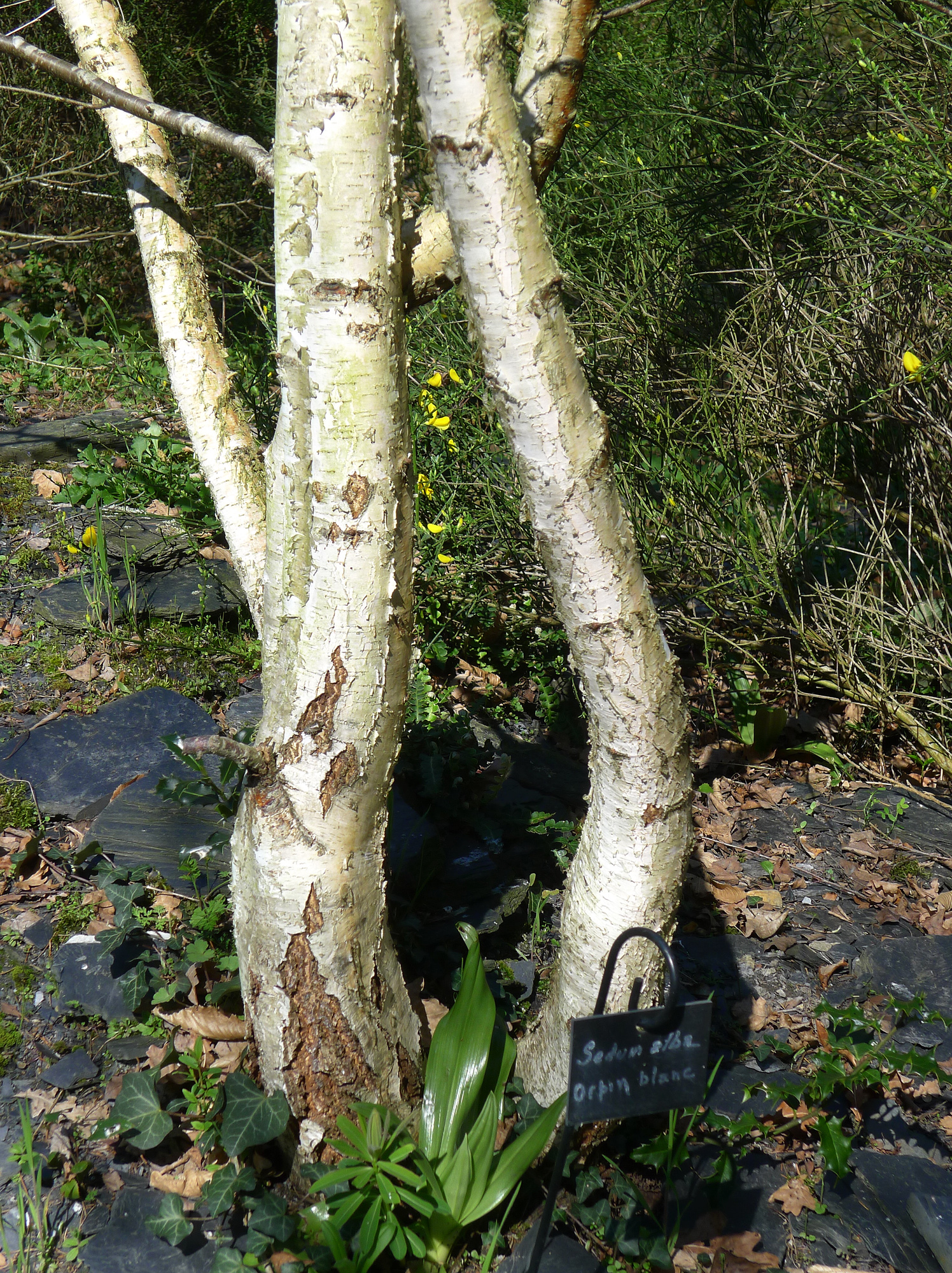
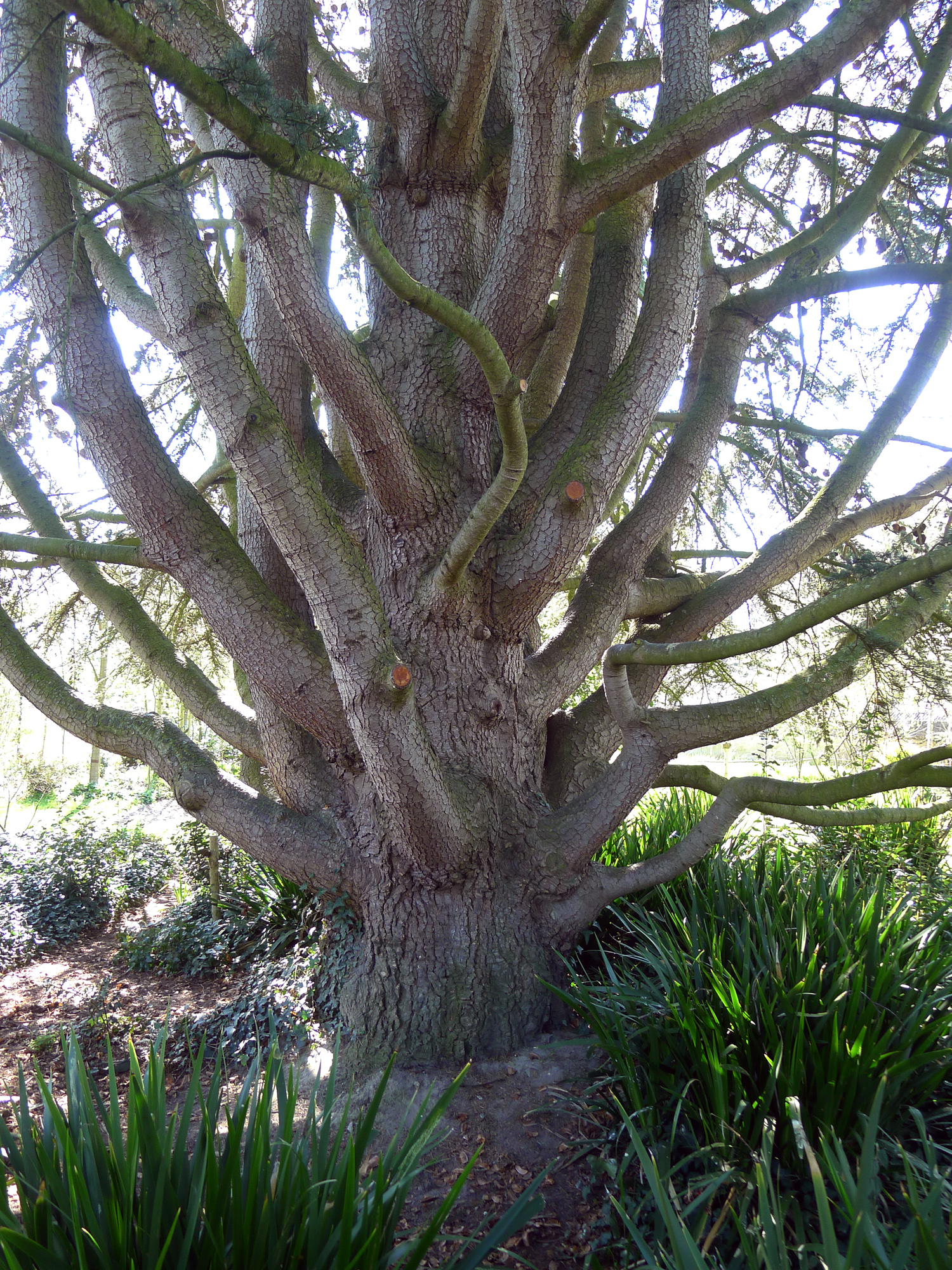

## Sources et références
1. ↑  [PDF] (fr) Dossier de presse du jardin des biotopes, Corinne Busson, sur Angers.fr - Consulté le 12 juin 2010